# Chinesische Kiefer
Die Chinesische Kiefer (Pinus tabuliformis, gelegentlich auch Pinus tabulaeformis geschrieben) ist eine Pflanzenart aus der Gattung der Kiefern (Pinus) innerhalb der Familie der Kieferngewächse (Pinaceae). Sie wird bis zu 300 Jahre alt und stellt eine der wirtschaftlich wichtigsten Baumarten Chinas dar.

## Beschreibung

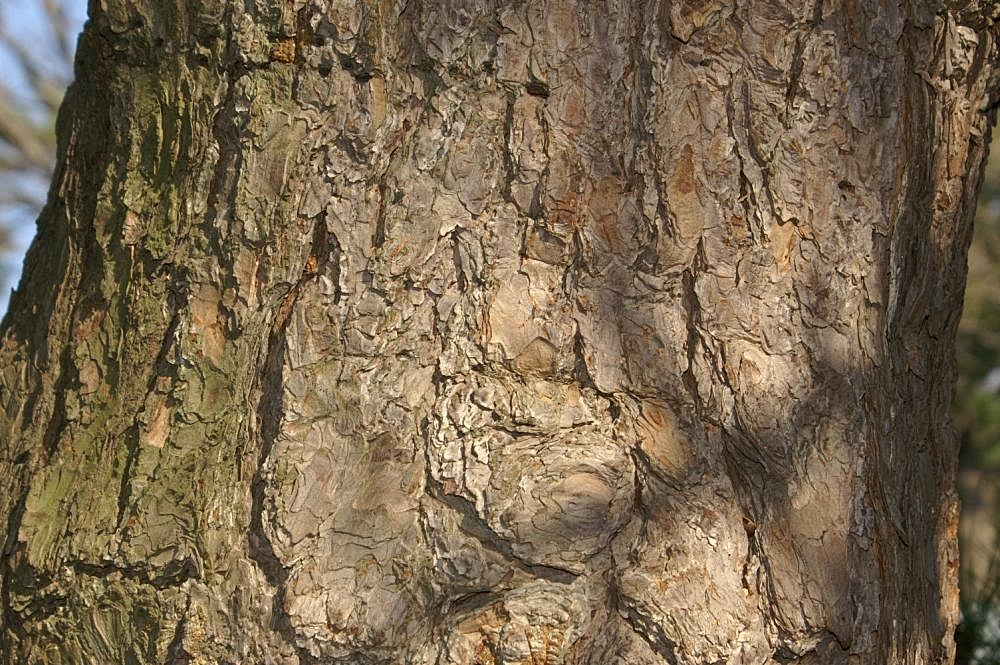
Borke

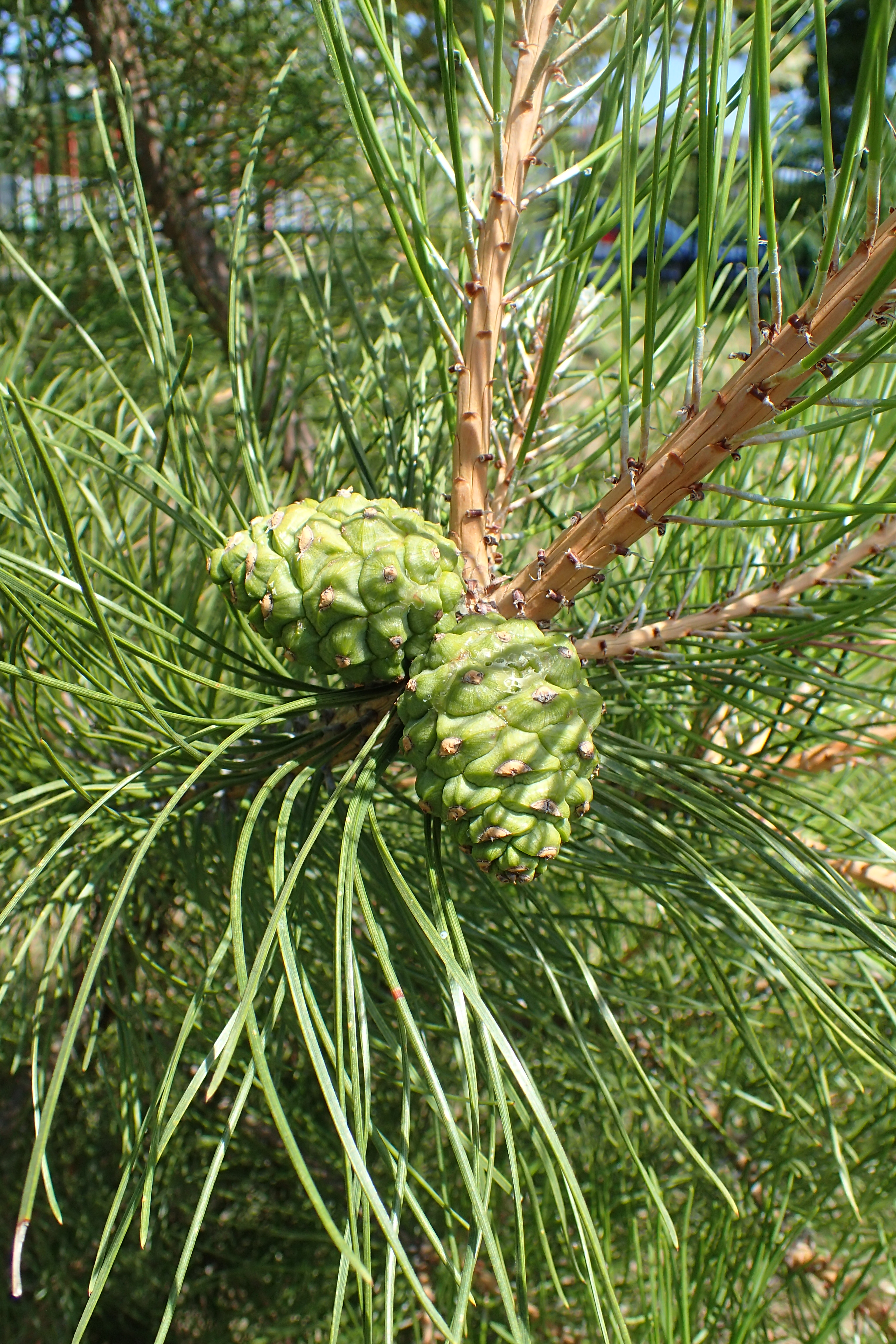
Zweig Nadeln mit unreifen Zapfen

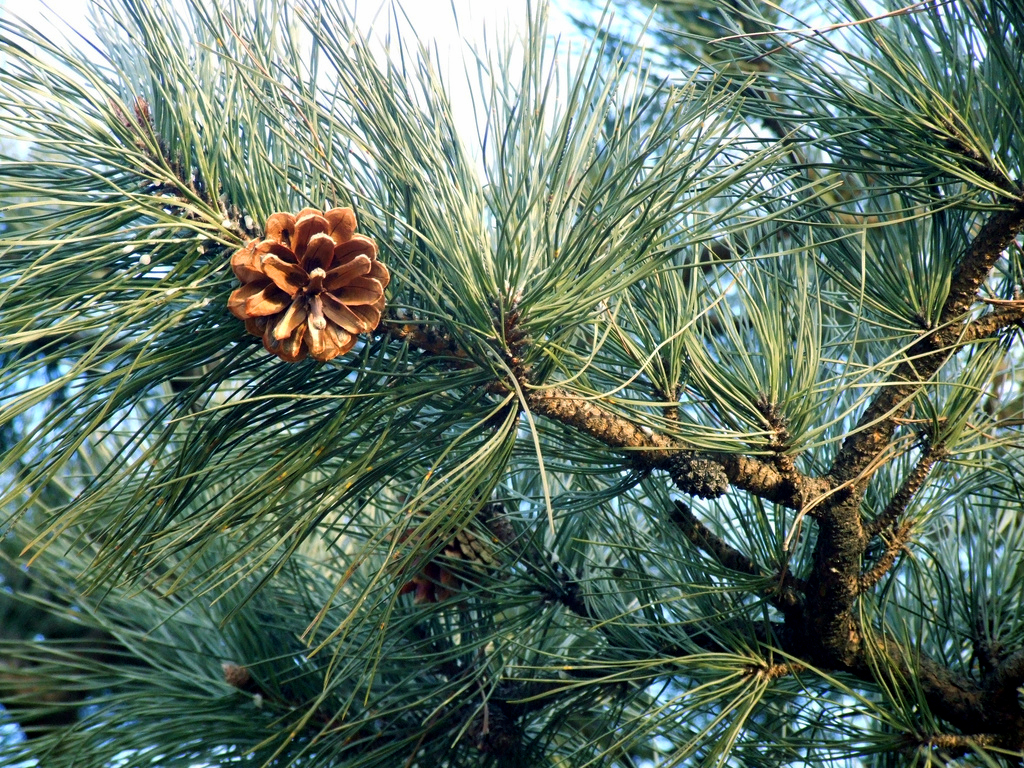
Zweig Nadeln mit reifen Zapfen

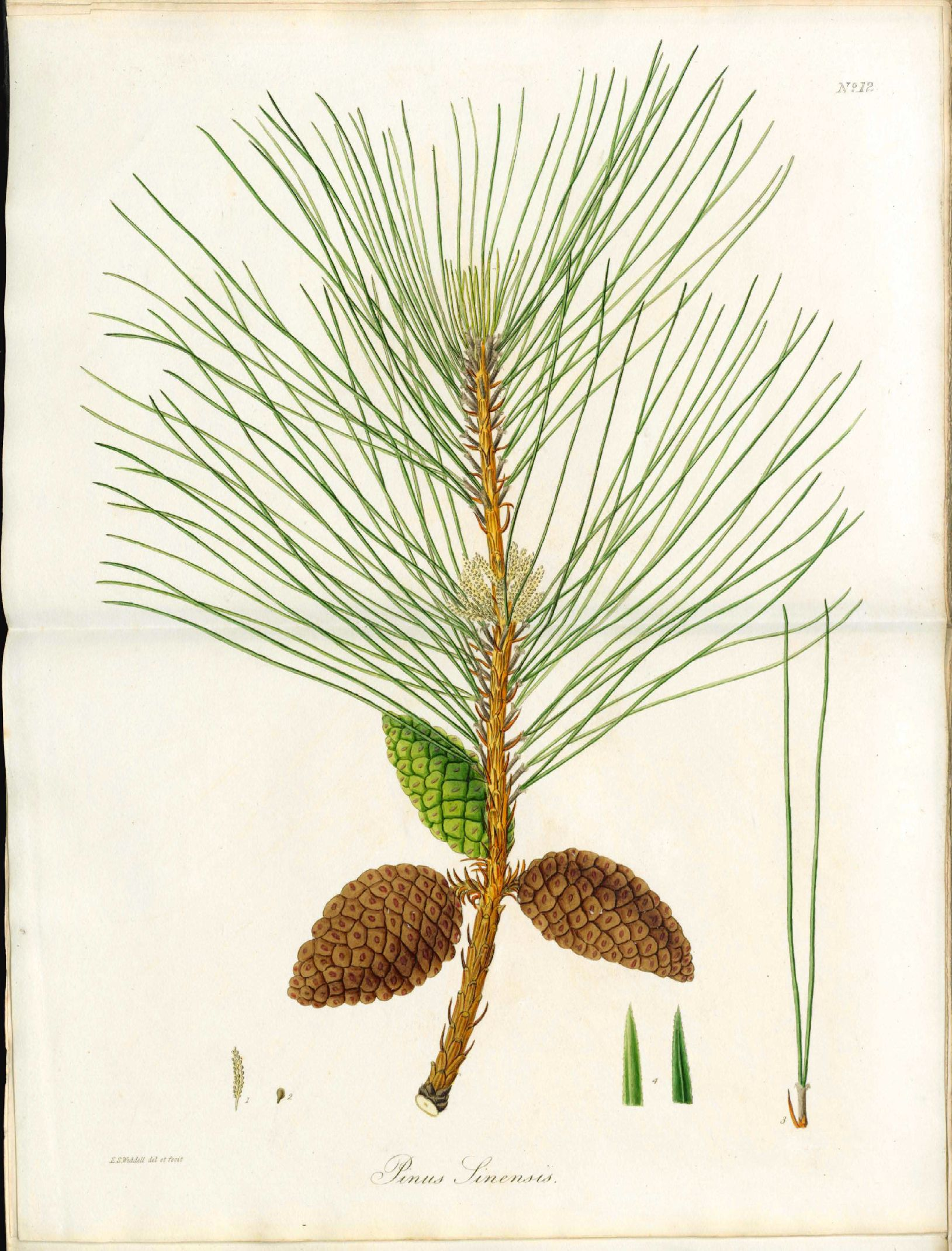
Illustration aus Pinetum woburnense- or, a catalogue of coniferous plants, in the collection of the Duke of Bedford, at Woburn Abbey; systematically arranged. - DPLA, S. 71

### Habitus
Die Chinesische Kiefer wächst als immergrüner Baum, der Wuchshöhen von 25 bis 45 Metern und Brusthöhendurchmesser von 1 bis 1,4 Metern erreicht. Sie wächst meist geradschäftig und bildet eine offene Baumkrone aus; Jungbäume weisen eine konische Krone auf, während diese bei freistehenden Altbäumen meist schirmförmig ist. Eine Astreinigung tritt bereits ab einem Alter von 10 Jahren auf.
Die Sämlinge besitzen 6 bis 13 Keimblätter (Kotyledonen).

### Rinde und Borke
Die rissige Borke ist grau-braun, seltener schwärzlich-grau bis gelblich-braun und ist in Platten sowie Schuppen zerteilt. Die Rinde der Zweige ist anfangs hell-orange und verfärbt sich später gelblich-grau.

### Nadeln
Pro Kurztrieb werden zwei relativ starre Nadeln gebildet. Diese Nadeln sind 10 bis 15 Zentimeter lang und etwa 1,5 Millimeter dick. Jede Nadel weist im Querschnitt fünf bis zwölf Harzkanäle auf. An der Basis jeder Nadeln befindet sich eine 1 bis 3 Zentimeter lange Nadelscheide, welche zuerst weiß oder grau und später bräunlich gefärbt ist. Die Nadeln verbleiben zwischen 3 und 4 Jahre am Baum, ehe sie abfallen.

### Zapfen und Samen
Die Chinesische Kiefer wird mit etwa 10 Jahren mannbar.
Die gelb-orangen bis gelblich-braunen männlichen Blütenzapfen sind 12 bis 18 Millimeter lang.
Die rundlichen bis eiförmigen weiblichen Blütenzapfen stehen einzeln oder zu mehreren an den Enden von Langtrieben. Die Blütenzapfen sind purpurrot und sind etwa 7 Millimeter lang. Die eiförmigen und gestielten Zapfen reifen im September oder Oktober des zweiten Jahres. Zur Reife sind sie hell-braun und 4 bis 9 Zentimeter lang. Nach dem Entlassen der Samen können die leeren Zapfen noch 4 bis 5 Jahre am Baum verbleiben.
Die braunen Samen sind bei einer Länge von 6 bis 8 Millimetern elliptisch. Jeder Samen besitzt einen bei einer Länge von etwa 1 Zentimeter sowie einer Breite von 8 Millimetern lanzettlichen und braun gestreiften Flügel. Das Tausendkorngewicht liegt zwischen 32,8 und 41,6 Gramm.

### Wurzelsystem
Die Chinesische Kiefer bildet auf tiefgründigen Standorten eine Pfahlwurzel aus, die bei einjährigen Sämlingen bereits eine Länge von 67 Zentimetern aufweisen kann. Auf flachgründigen Standorten werden vor allem Lateralwurzeln gebildet. Als Mykorrhiza-Partner treten verschiedene Arten der Dickröhrlinge (Boletus), der Goldröhrling (Suillus grevillei) und der Gemeine Erbsenstreuling (Pisolithus arhizus) auf.

### Holz
Das gelblich weiße Splintholz umgibt einen gelblichbraunen Kern. Die Übergänge zwischen Früh- und Spätholz sowie die Jahresringe sind gut erkennbar. Die Holzstrahlen sind mit dem Auge nicht erkennbar. Das Holz weist einen sehr geraden Faserverlauf auf. Die Rohdichte bei einer Holzfeuchte von 15 % beträgt 0,432 g/cm³.

### Chromosomenzahl
Die Chromosomenzahl beträgt 2n = 24.

## Vorkommen
Die Chinesische Kiefer kommt in zwölf Provinzen im nördlichen China vor. Das natürliche Verbreitungsgebiet erstreckt sich nach Norden bis zum Yin Shan-Gebirge in der Inneren Mongolei. Nach Westen reicht es bis zum Helan-Gebirge in Ningxia, zum Qilian-Shan-Gebirge und zum Datong-Becken sowie bis zum Flusstal des Huang Shui in der Provinz Qinghai. Nach Süden reicht das Verbreitungsgebiet bis zur Grenze zwischen den Provinzen Gansu und Sichuan. Die Ostgrenze verläuft entlang des Qin Ling und des Huanglongshan-Gebirges in Shaanxi, des Mount Funiu in Henan, des Mount Lüliang in Shanxi, des Yan-Gebirges in Hebei sowie des Tai Shan und des Mount Yi Mengshan in Shandong. Außerhalb Chinas wird diese Art nur selten angepflanzt.
Die Chinesische Kiefer ist eine Lichtbaumart des relativ trockenen gemäßigten Klimas. Sie ist sehr dürreresistent und erträgt Temperaturen von bis zu −30 °C. Je nach Standort betragen die Jahresniederschläge 300 bis 900 mm. An den Boden werden nur geringe Ansprüche gestellt, und es werden sowohl saure als auch basische Böden besiedelt. Die Chinesische Kiefer gedeiht in Höhenlagen von 500 bis 2500 Metern.
Vor allem in den Provinzen Shaanxi und Shanxi bildet die Chinesische Kiefer großflächige Reinbestände. Mischbestände werde vor allem mit Betula platyphylla, Celtis koraiensis, dem Igel-Wacholder (Juniperus rigida), Picea asperata, Populus davidiana, Populus purdonii, der Orientalischen Weiß-Eiche (Quercus aliena), Quercus liaotungensis, der Mongolischen Eiche (Quercus mongolica), der Chinesischen Korkeiche (Quercus variabilis), der Chinesischen Hemlocktanne (Tsuga chinensis) sowie verschiedenen Arten der Mehlbeeren (Sorbus) und der Linden (Tilia) gebildet.

## Krankheiten und Schädlinge
Die Chinesische Kiefer wird von einer Vielzahl von Schadinsekten und -pilzen befallen. Es treten jedoch kaum wirtschaftlich bedeutende Schäden auf. Vor allem in Baumschulen treten Pythium aphanidermatum und Pythium dabaryanum auf, welche die Umfallkrankheit hervorrufen können. Pilze der Gattungen Cytospora und Valsa befallen und schädigen die Rinde. Lophodermium pinastri ruft Nadelvergilbungen hervor, die zum Abwurf der Nadeln führen können.
Der Zünsler Dioryctria rubella und die Laus Matsucoccus matsummurae befallen die Triebe. Die Raupen von Dendrolimus tabulaeformis fressen an den Nadeln. Massive Schäden an den Zapfen werden durch Dioryctria mendacella verursacht.

## Systematik
Die Erstbeschreibung von Pinus tabuliformis erfolgte 1867 durch Élie Abel Carrière in Traité général des Conifères, 2. Auflage, S. 510.
Die Art Pinus tabuliformis gehört zur Subsektion Pinus der Sektion Pinus in der Untergattung Pinus innerhalb der Gattung der Pinus.
Je nach Autor gibt es etwa drei Varietäten:
- Pinus tabuliformis var. mukdensis (Uyeki ex Nakai) Uyeki: Sie kommt vom nordöstlichen China bis ins nördliche Korea vor.[7]
- Pinus tabuliformis var. tabuliformis (Syn.: Pinus sinensis Mayr nom. illeg.): Sie kommt in China vor.[7]
- Pinus tabuliformis var. umbraculifera Liou & Q.L.Wang: Sie kommt in den Provinzen Liaoning und Hebei vor.[7]

Bei Schütt 2008 wird die Art in verschiedene Klimarassen unterteilt. Diese lassen sich vor allem durch das Erscheinungsbild sowie anhand der Wachstumsintensität unterscheiden.

## Nutzung
Die Chinesische Kiefer hat vor allem im nördlichen China eine große wirtschaftliche Bedeutung. Das Holz wird hauptsächlich als Konstruktions- und Möbelholz genutzt. Es findet aber auch Verwendung bei der Sperrholz- und Papierproduktion. Für Masten, Pfähle, Eisenbahnschwellen, zum Brückenbau sowie als Grubenholz eignet es sich, nachdem es konserviert wurde.
Altbäume werden auch häufig zur Harzgewinnung genutzt. Pro Baumexemplar und Saison werden durchschnittlich 1,5 bis 2 Kilogramm Harz gewonnen.